# 예산 여사울 이존창생가터
예산 여사울 이존창생가터(禮山 여사울 李存昌生家攄)는 대한민국 충청남도 예산군 신암면에 있는, 충청도 지역교회 창설의 요람으로 ‘충청도의 사도’라고 불린 이존창의 생가터이다. 2008년 12월 22일 충청남도의 기념물 제177호로 지정되었다.

## 개요
초기 내포지역 천주교 전파의 거점이었던 여사울은 충청도 지역교회 창설의 요람으로 ‘충청도의 사도’라고 불린 이존창의 생가터가 있다.
이존창은 스스로 충청지방 천주교 신자들의 지도자임을 자인하고 내포지역에서 포교활동을 하였다
1795년 체포되어 정약종 등과 함께 사형선고를 받아 공주 황새바위에서 참수형을 당하는 등 초기 천주교 전파의 대표적 유적지로 알려져 있다.

## 참고 문헌
- 예산여사울이존창생가터 - 국가유산청 국가유산포털